# 安東尼獎
安東尼獎（Anthony Awards）是一個美國文學獎，頒發給優秀推理小說及作者，每年舉辦一次。安東尼獎是世界上最重要的推理小說獎項之一。

## 歷史
安東尼獎在1986年於鮑查會議（Bouchercon），又稱世界推理小說大會（World Mystery Convention）上成立，紀念推理小說作家安東尼‧鮑查（Anthony Boucher），他是美洲推理小說作家協會（Mystery Writers of America）創辦人。

## 獎項
- 最佳小說獎
- 最佳處女作小說獎
- 最佳平裝原獎
- 最佳短篇小說獎
- 最佳評論/ 非小說獎
- 特別服務獎

## 外部連結
- Official website of Bouchercon World Mystery Convention

Template:Anthony Awards